# 石原周次
石原 周次（いしはらしゅうじ、1935年 - ）は、登山家。もと白邦コンサルタント経営。島根県松江市出身。石川県土木部次長を歴任。第16回日本公園緑地協会北村賞受賞。

## 参考
- 安達實, 石原周次「加賀藩政期における犀川大橋」『土木史研究』第13号、公益社団法人 土木学会、1993年、289-292頁、doi:10.2208/journalhs1990.13.289、ISSN 0916-7293、NAID 130003839652。
- 西村公宏「札幌農学校におけるランドスケ-プガーデニング」『造園雑誌』第54巻第5号、1990年、72-77頁、doi:10.5632/jila1934.54.5_72。
- 資源環境対策, 第 30 巻、第 6 号　公害対策技術同友会, 1994
- 金沢市史:金沢市史編さん委員会　金沢市
- 日本林学会誌　日本林学会　1953